# BEB IVa
Die Dampflokomotivreihe BEB IVa war eine Güterzug-Schlepptenderlokomotivreihe der Buschtěhrader Eisenbahngesellschaft (BEB), die der kkStB-Reihe 73 stark ähnelte.

## Geschichte
Die von der BEB beschafften fünf Güterzuglokomotiven der Bauart D wurden von der Ersten Böhmisch-Mährischen Maschinenfabrik (BMMF) 1909 geliefert.
Sie wurden als BEB IVa eingeordnet und bekamen die Betriebsnummern 351–355.
Die Maschinen hatten im Gegensatz zu den Loks der Reihe kkStB 73 einen Dampftrockner Bauart Clench.
Die 353 hatte etwas andere Kesseldimensionen (vgl. Tabelle).
Nach der Verstaatlichung 1923 kamen die fünf Maschinen zu den Tschechoslowakischen Staatsbahnen (ČSD), die ihnen die Bezeichnung 413.101–105 gab. Von 1939 bis 1945 führte die Deutsche Reichsbahn die Lokomotiven als Baureihe 55.15 (55 1501 bis 55 1505). Die Loks dieser Reihe wurden bis 1965 ausgemustert.